# Willy Katz

Bildnis von Willy Katz

Willy Katz (* 17. Dezember 1878 in Brieg; † 13. Januar 1947 in Dresden) war ein deutscher Mediziner. Ab 1939 war er der einzige zugelassene jüdische „Krankenbehandler“ in Dresden und einer von 22 nachweislich zugelassenen jüdischen Ärzten Sachsens. Victor Klemperer freundete sich nach anfänglicher Skepsis mit ihm an und berichtet mehrfach in seinen Tagebüchern von Katz. 

## Leben

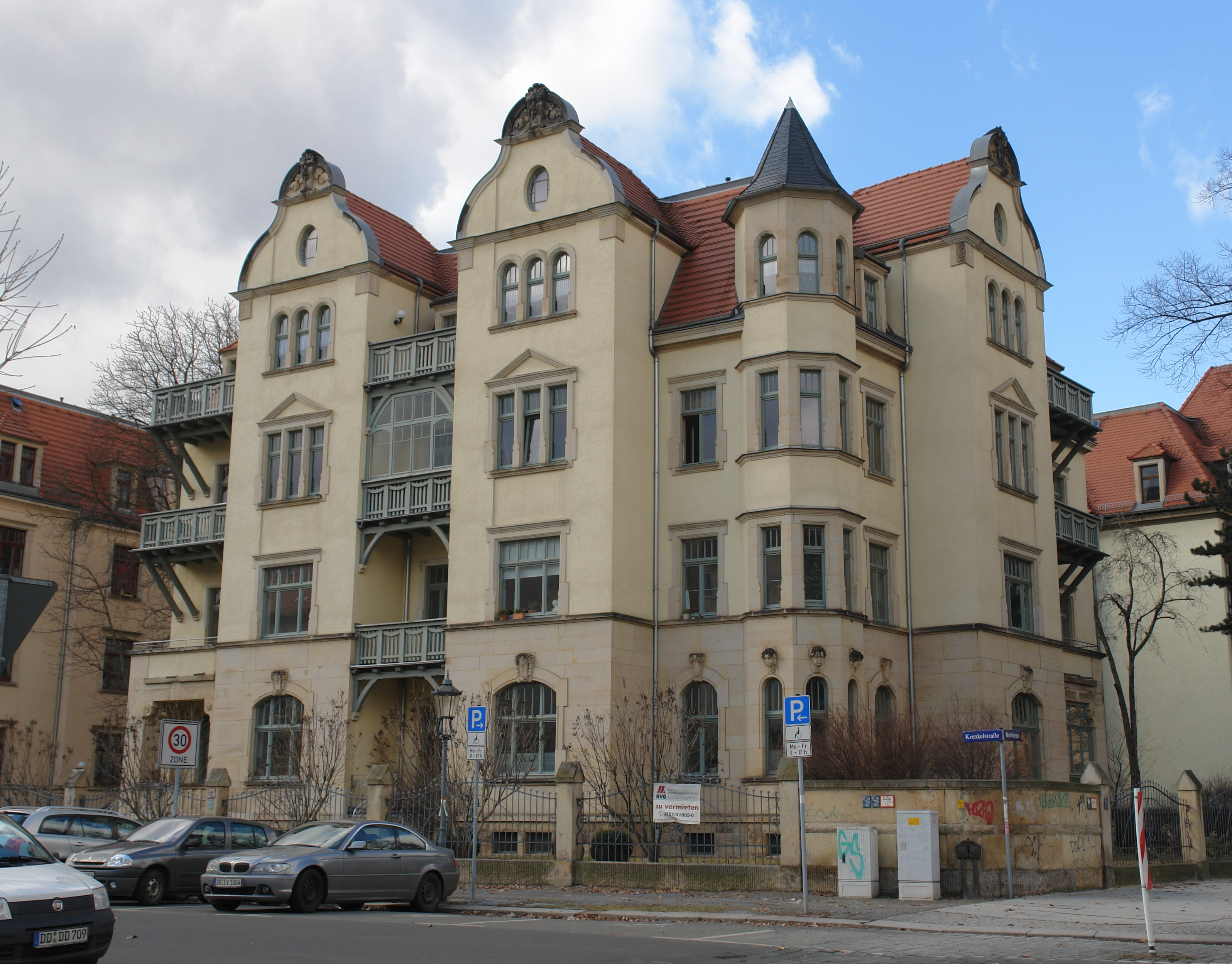
Villa Borsbergstraße 14, die Praxis von Willy Katz

Willy Katz wurde 1878 in Brieg bei Breslau geboren, doch zog die Familie nach Berlin, wo Katz 1897 am Sophien-Gymnasium sein Abitur ablegte. Er studierte bis 1905 Medizin in Berlin und Wien und promovierte erfolgreich im Folgejahr an der Universität Greifswald. Anschließend war er als Assistenzarzt bei seinem Onkel Ludwig Katz an der Ohrenklinik in Berlin tätig und wurde Oberarzt in Sanatorien in Homburg vor der Höhe und Wiesbaden. Als Mediziner war er auch in Mainz tätig. Ab 1909 arbeitete Katz als praktischer Arzt mit eigener Klinik in Dresden, die sich nach einem Ortswechsel schließlich auf der Borsbergstraße 14 befand.
Katz nahm als Stabsarzt der Reserve am Ersten Weltkrieg teil – eine Erfahrung, die für ihn „das größte und schönste Ereignis … als Abenteuer und als gänzliche Gemeinsamkeit mit den Deutschen“ darstellte, wie Victor Klemperer 1943 in seinem Tagebuch vermerkte. Er wurde mit dem Eisernen Kreuz I. und II. Klasse ausgezeichnet; noch 1937 erhielt er vom Reichsbund Jüdischer Frontsoldaten die Silberne Ehrennadel. Neben seiner Arbeit als praktischer Arzt war Katz in zahlreichen Vereinen aktiv und widmete sich dabei besonders der Sportmedizin. Als Leiter der Sportärztlichen Beratungsstelle machte er sich „um den Aufbau eines sportärztlichen Beratungswesens in Dresden verdient.“
Nach der Machtergreifung der Nationalsozialisten behielt Katz als Teilnehmer am Ersten Weltkrieg zunächst seine Kassenzulassung. Im Oktober 1933 heiratete er seine Lebensgefährtin, die nicht jüdisch war und trotz Schikanen und Anfeindungen später eine Scheidung von Katz ablehnte. Katz wurde die Arbeit als Arzt zunehmend erschwert; er wurde aus Berufs- und wissenschaftlichen Verbänden ausgeschlossen, durfte als nicht zum NS-Ärztebund gehörender Mediziner keine gutachterlichen Tätigkeiten mehr ausführen und verlor schließlich am 30. September 1938 wie alle jüdischen Ärzte seine ärztliche Approbation und musste seine Praxis schließen. Im Zuge der Reichskristallnacht wurde Katz 1938 mehrfach verhaftet.
Im Juli 1939 teilte die Kassenärztliche Vereinigung der Bezirksstelle Groß-Dresden den Dresdner Krankenkassen mit, dass Katz als „Krankenbehandler“ für die jüdischen Arbeitnehmer Dresdens verpflichtet wurde:

„Da ein großer Teil Juden wieder in den Arbeitsprozeß eingeschaltet wurden und demzufolge bei den Krankenkassen pflichtversichert sind, läßt es sich nicht umgehen, einen jüdischen Arzt mit der Betreuung dieser Mitglieder zu beauftragen. Wir haben deshalb Herrn Dr. med. Willy Katz […] mitgeteilt, daß er die Behandlung jüdischer Pflichtversicherter ab sofort übernehmen soll.“

Katz war damit der einzige zugelassene jüdische „Krankenbehandler“ in Dresden und einer von 22 nachweislich zugelassenen jüdischen „Krankenbehandlern“ Sachsens nach 1938, wobei von diesen 18 in Leipzig, zwei in Chemnitz sowie einer in Görlitz tätig waren. Als Leiter der „Jüdischen Gesundheitsstelle“ wiedereröffnete er am 7. Juli 1939 seine Praxis auf der Borsbergstraße 14, wobei er unter ständiger Beobachtung der Gestapo stand. Katz war für die Behandlung der Arbeiter in seiner Praxis zuständig, wobei er unter den Juden Dresdens einen schlechten Leumund hatte. Klemperer notierte 1942 in seinem Tagebuch, dass Katz als „Schisser“ gelte, von dem er gehört habe, dass er „aus Angst niemanden für arbeitsunfähig erkläre.“ „Der Jude Katz soll unmöglich sein“, notierte Klemperer im März 1942, merkte jedoch im Mai 1942 an, dass Katz „offenbar eine sehr schwere Stellung zwischen überwachender Gestapo und Judenschaft [hat und] eine sehr schlechte Presse bei den auf ihn Angewiesenen“. Klemperer und er duzten sich seit Mai 1942, auch wenn Klemperer zu der Zeit noch einen schlechten Eindruck von ihm hatte. Im Juli 1942 lernten Klemperer und Katz sich besser kennen, führten intellektuelle Gespräche, sprachen über die Militärzeit und freundeten sich an. Klemperer versuchte ab dieser Zeit, zwischen Katz und den Patienten „ausgleichend zu wirken“.

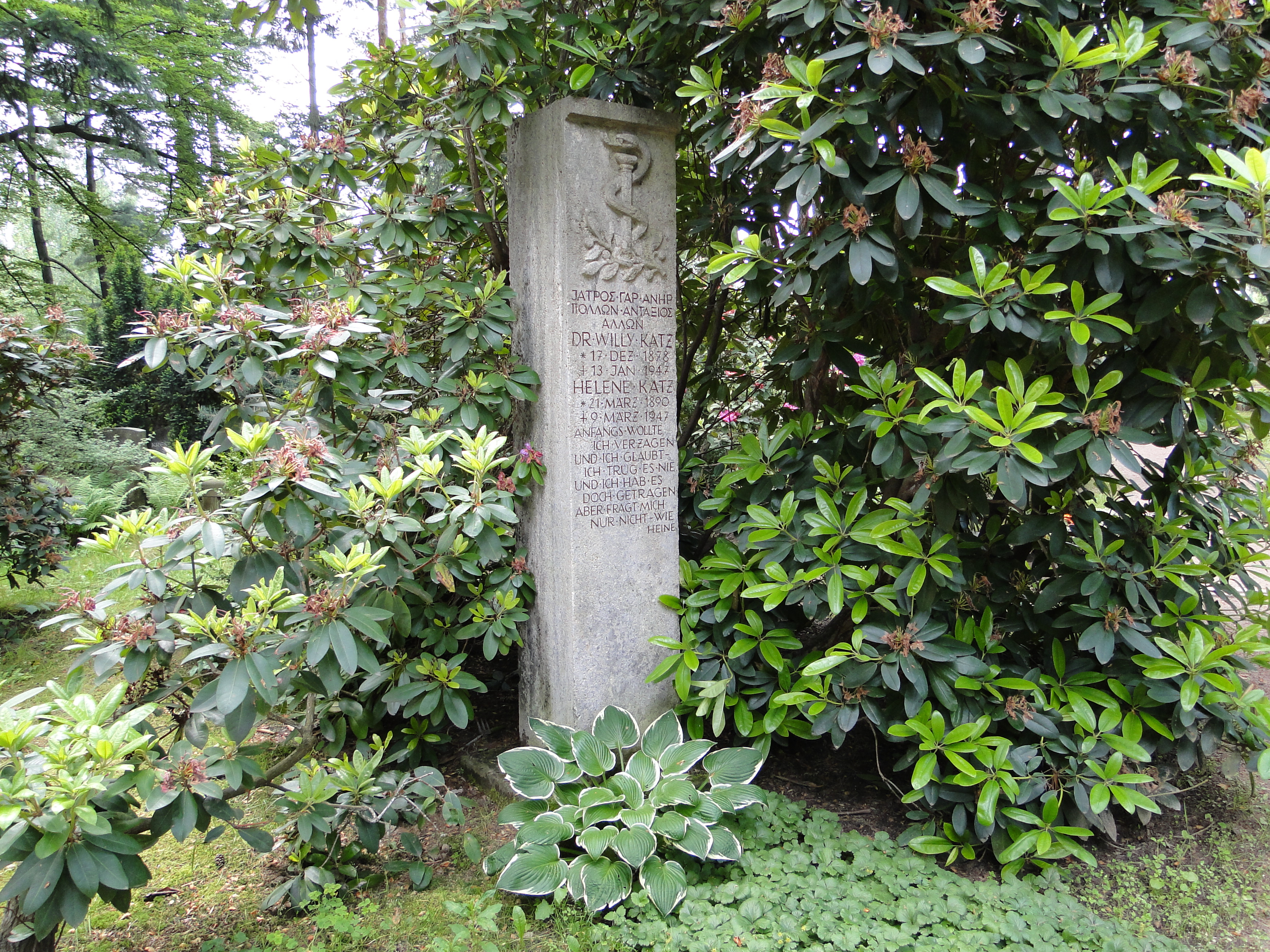
Grab von Willy Katz auf dem Urnenhain Tolkewitz

Katz war Schularzt der Jüdischen Schule und Arzt des Henriettenstifts. Er war für die medizinische Überwachung der mehr als 30 sogenannten „Judenhäuser“ in Dresden zuständig. Zudem wurde er von November 1942 bis zur Deportation der Zwangsarbeiter im März 1943 als Lagerarzt des Judenlagers Hellerberg eingesetzt. In dieser Zeit setzte er sich für bessere hygienische Zustände im Lager ein; so berichtet Klemperer in seinem Tagebuch, wie Katz einer Schwangeren im Lager eine Hebamme besorgt habe, wie er Badewannen für das Lager organisiert habe und sich für eine „Verbesserung der Latrinen“ einsetzte.
Nach der Wannseekonferenz im Juni 1942 wurde Katz verpflichtet, die in Dresden verbliebenen Juden auf „Gehfähigkeit“ hin zu untersuchen. Er musste mindestens zehn Deportationen von Dresden in das KZ Theresienstadt als Arzt begleiten. Einige wenige Menschen konnte er vor der Deportation bewahren.

Gedenktafel für Willy Katz vor der Villa Borsbergstraße 14

Nach Kriegsende setzte Katz seine Arbeit als Arzt fort, obwohl er körperlich und seelisch stark angegriffen war, so war er chronisch an Tuberkulose erkrankt. Er wurde von der neuen Landesregierung zum Vertrauensarzt in Striesen und Blasewitz eingesetzt und 1946 als Leiter des Städtischen Gesundheitsamtes vorgeschlagen. Bereits im Winter 1945 war Katz an einer Lungen- und Rippenfellentzündung erkrankt, an deren Folgen er im Januar 1947 verstarb. Er wurde auf dem Urnenhain Tolkewitz beigesetzt; die Trauerrede hielt Victor Klemperer. Katz’ Grabstein wurde 2011 aus Spendengeldern restauriert. Der aufbewahrte Nachlass von Willy Katz einschließlich einiger seiner ärztlichen Instrumente befindet sich seit 1990 im Washingtoner Holocaustmuseum.
Auf Initiative der Sächsischen Landesärztekammer wurde am 25. Juni 2015 vor seinem einstigen Wohnsitz und seiner Praxis eine Gedenktafel eingeweiht.